# Proposizione causale in greco antico
La proposizione causale è una subordinata che esprime la causa dell'azione espressa nella sua reggente.

## Formazione
In italiano, se si presenta in forma esplicita è introdotta da "perché - poiché - dacché", ecc + il verbo indicativo; in caso implicito, la proposizione è introdotta da "per" + infinito, oppure si può esprimere con un gerundio o col participio. Lo stesso avviene col greco antico, si usano specifiche congiunzioni + il verbo:
- Esplicite: sono introdotte dalle congiunzioni ἐπεί, ὅτε, όποτε, ὡς + l'indicativo [per esprimere la causa oggettiva, cioè addotta come reale da chi la esprime; oppure l'ottativo + la particella ἄν per dare all'enunciato valore potenziale; e infine l'ottativo obliquo quando si è in dipendenza di tempo storico, per indicare la causa soggettiva di chi fa l'azione.

Per le negazioni, davanti alla congiunzione si aggiungono le avversative οὐ, μή
- Implicite: possono essere espresse dalle preposizioni διά, ἐκ, ἐπί in correlazione con l'accusativo, il genitivo e dal dativo di un infinito sostantivato (es: Socrate era ammirato perché viveva serenamente); oppure col participio congiunto, preceduto anche da οἶον, οἶα, per esprimere la causa oggettiva, oppure da  ὡς per esprimere quella soggettiva; infine si esprime col genitivo assoluto, preceduto delle volte da οἶον, οἶα o anche da ὡς.

### Uso di ὡς
Ha molteplici usi nelle proposizioni: può essere innanzitutto un avverbio, poi può essere una congiunzione e preposizione:
- Con modi finiti, in unione a un modo finito, ὡς ha i valori di congiunzione subordinante
  - dichiarativo = ὅτι (che)
  - causale = διότι (poiché)
  - temporale = ὅτε (quando)
  - comparativo = ὥσπερ (come)
  - consecutivo = ὥστε (cosicché - si usa che per le completive e le finali)
  - finale = ἵνα (affinché)

ὡς + ottativo esprime il desiderio realizzabile, e viene usato nelle esclamative.
- Con participio: con quello presente, aoristo e perfetto, può avere il valore:
  - Causale soggettivo. Esempio: Οἱ Λακεδαιμόνιοι καλῶς ἐδέξαντο τόν Βρασίδαν ὡς ἐλευθεροῦντα τὴν Ἑλλάδα (Gli Spartani accolsero Brasida in modo trionfale, poiché - per loro - era il liberatore della Grecia.

- - Comparativo ipotetico - esempio: Οἱ στρατιῶται σιγῇ ἐδειπνοῦντο, ὥσπερ τοῦτο ἐπιτεταγμένον αὐτοῖς (I soldati pranzavano in silenzio, come se ciò fosse stato loro ordinato).

- - Valore finale, ὡς + participio futuro: Οἱ Λακεδαιμόνιοι εἰς Θερμοπύλας πρὸς τοὺς Πέρσας ἀπήντων, ὡς κωλύσοντες αὑτοὺς περαιτέρω προελθεῖν (Alle Termopili gli Spartani si scontrarono con i Persiani, per impedire che essi procedessero più oltre)

- Con infinito: ὡς traduce le proposizioni implicite e limitative; in alcuni casi l'infinito può essere sottinteso: ὡς μικρὸν μεγάλῳ εἰκάσαι ("per paragonare le cose piccole alle grandi").

- Con le preposizioni: alcune forme ellittiche costruite da ὡς + preposizione, esprimono intenzionalità: ὡς εἰς + accusativo si traduce "con l'intenzione di andare a" oppure "con il proposito di muovere contro", mentre ὡς ἐπί + dativo si rende "come in vista di", e ὡς ἐπί + genitivo "come pensando di sostituire". Un esempio: ὡς εἰς μάχην παρασευάσαντο (Si prepararono come per venire in battaglia).

- Usi particolari: ὡς, nel periodo, usato senza io verbo, può avere le funzioni:
  - Sostituire la preposizione εἰς davanti a nomi di persona;
  - Dare il valore approssimativo ai numerali;
  - Stemperare l'arditezza di una metafora, e per questo si unisce a τις, e si rende in italiano "per così dire";
  - Quando ὡς si trova nella forma accentata ὥς, si tratta di un avverbio che vuol dire "così".